# Етюд-токата (Джонстон)
Етюд-токата (англ. Etude-Toccata) — музичний твір американського композитора Бена Джонстона, написаний 1949 року.
Етюд було написано 1949 року, коли Джонстон навчався в Консерваторії Цинциннаті. Композитор-початківець вступив до неї, щоб отримати формальну музичну освіту, бо до цього мав лише ступінь в образотворчому мистецтві. Попри високі сподівання, Джонстон залишився незадоволеним рівнем навчання. Єдиним корисним предметом він вважав лекції з атонального контрапункту, що читала Мері Лейтон, яку він пізніше називатиме одним зі своїх вчителів композиції. Саме під час навчання з нею було написано етюд-токату для фортепіано.

Перші такти етюду, що демонструють оборотний контрапункт

При написанні твору Бен Джонстон надихався Етюдом в терціях Олександра Скрябіна. В його творі артист має швидко виконувати правою рукою партії, що складаються з атональних великих терцій та малих секст. В основі партій обох рук лежить комбінаторний набір звуків, який виконується в різному порядку. Етюд містить п'ять частин, три з яких містять звуки в прямій та ретроградній формі, а ще дві — інверсію та ретроградну інверсію.
Етюд-токата став першим серійним твором Бена Джонстона. Надалі композитор буде неодноразово використовувати техніку серіалізму, особливо захоплюючись нею у 1950-1960-х роках. Хоча твір не було включено до випускного концерту Джонстона, бо він вважав його академічним дослідженням, композитор включав його до власного професійного каталогу через історичне значення.